# 斯皮瓦科韋
50°44′29″N 33°0′28″E / 50.74139°N 33.00778°E
斯皮瓦科韋（烏克蘭語：Співакове），是烏克蘭北部的村莊，隸屬切爾尼希夫州的普里盧基區。該村面積0.68平方公里，海拔高度144米，2001年人口111，人口密度每平方公里163.2人。